# Spilosoma zomba
Spilosoma zomba är en fjärilsart som beskrevs av Embrik Strand 1919. Spilosoma zomba ingår i släktet Spilosoma och familjen björnspinnare. Inga underarter finns listade i Catalogue of Life.